# Casa Pública
Casa Pública (em latim: Domus Publica) era um edifício da Roma republicana e imperial situado no precinto do Templo de Vesta, na Casa das Vestais na Via Sacra. Escavações na Casa das Vestais revelaram uma residência contígua com átrio, embora inteiramente separada por um muro, que os estudiosos identificaram como sendo a Casa Pública.
Ela serviu como residência do pontífice máximo, o mais alto cargo sacerdotal romano, e como sede do erário pontifício (em latim: aerarium pontificum), os fundos religiosos mantidos em separados daqueles obtidos nos cultos públicos (em latim: sacra publica).
Júlio César residiu na Casa Pública por quase 20 anos, desde que assumiu a posição de pontífice em 62 a.C. Ela manteve sua função até 12 a.C., quando, sob ordens do imperador Augusto (r. 27 a.C.–14 d.C.), a residência pontifical foi transferida para o Palatino e o edifício foi dado às vestais.